# L'Entretien de M. Descartes avec M. Pascal le jeune
L'Entretien entre M. Descartes avec M. Pascal le jeune est une pièce de théâtre de Jean-Claude Brisville.
Créée en octobre 1985 au Théâtre de l'Europe dans une mise en scène de Jean-Pierre Miquel, avec Henri Virlogeux (René Descartes) et Daniel Mesguich (Blaise Pascal), la pièce a été reprise en 2007 au Théâtre de l'Œuvre dans une mise en scène de Daniel Mesguich, avec Daniel Mesguich (Descartes) et William Mesguich (Pascal).
Il s'agit d'un dialogue imaginé par Brisville entre les deux philosophes à partir d'un véritable entretien qu'ils auraient eu en 1647 mais dont rien n'a jamais filtré.
Elle a été reprise en 2013 dans le Puy de Dôme par la compagnie Le Wakan ; avec Dominique Touzé dans le rôle de René Descartes et Emmanuel Chanal dans celui de Blaise Pascal.